# ARCS-Modell
Das  ARCS-Modell ist ein motivationales Instruktionsdesign für das E-Learning.
Das ARCS-Modell von Keller/Kopp (1987) wurde auf Basis des bereits bestehenden motivationalen Designs von Keller (1983) erstellt, wobei das Akronym ARCS für die vier motivationalen Bedingungen steht:
- Aufmerksamkeit (attention)
- Relevanz (relevance)
- Erfolgszuversicht (confidence)
- Zufriedenheit (satisfaction)